# Popis mjesta svjetske baštine u Europi
Ovo je UNESCO-ov popis mjesta svjetske baštine u Europi. Na ovom popisu ne nalaze se mjesta svjetske baštine koji su smješteni u azijskom dijelu ovih država: Kazahstan, Cipar, Izrael, Turska, Gruzija, Azerbajdžan, Armenija, te Ruska Federacija; ona su na popisu mjesta Svjetske baštine u Aziji i Oceaniji. Također, prekomorska svjetska baština država kao što su Francuska, Nizozemska, Ujedinjeno Kraljevstvo i Danska, nalazi se na zemljopisno odgovarajućim popisima.  
Mjesta koja su obilježena zvjezdicom (*) se također nalaze na popisu ugroženih mjesta svjetske baštine.

## Svjetska baština koju dijele neke zemlje
- Špilje Aggtelek i Slovak Karst (Slovenský Kras) (1995., 2000.) – zajednička baština Mađarske i Slovačke.
- Belfried zvonici – zajednička baština Belgije i Francuske.
- Bjeloveška šuma (1979., 1992.) – na granici Poljske i Bjelorusije.
- Bukove prašume u Karpatima i drugim područjima Europe (2007.) – Zajednička baština 18 europskih zemalja.
- Drvene crkve poljskih i ukrajinskih Karpata (2013.) – Zajednička baština Poljske i Ukrajine.
- Foz Côa i Siega Verde (2010.) – Portugalska i Španjolska zajednička baština.
- Höga Kusten i otočje Kvarken – Zajednička baština država Švedske i Finske.
- Kulturni pejzaž Fertő/Neusiedlersee (2001.) – zajednička baština Austrije i Mađarske.
- Arhitektonska djela Le Corbusiera, izniman doprinos modernom pokretu (2016.) – zajednička baština Argentine, Belgije, Francuske, Indije, Japana, Njemačke i Švicarske
- Granica Rimskog Carstva: Gornjonjemačka i reatinska granica, Hadrijanov zid i Antoninov zid – zajednička baština Njemačke i Ujedinjenog Kraljevstva[1]
- Kurski pješčani nasip – zajednička baština Litve i Rusije.
- Mletačke utvrde od 15. do 17. stoljeća: Stato da Terra i zapadni Stato da Mar – zajednička baština Italije, Hrvatske i Crne Gore
- Monte San Giorgio – paleološko područje upisom talijanske strane planine 2010. godine postalo zajednička baština Italije i Švicarske.
- Muskauer Park/Park Muzakowski s obje strane rijeke Lužičke Nise – Njemačka i Poljska zajednička baština.
- Pyrénées/Pirineos: planina Perdido/Mont Perdu (1997., 1999.) – Francuska i Španjolska zajednička baština.
- Prapovijesne naseobine sojenica oko Alpa (2011.) – Zajednička baština svih pet alpskih zemalja (Francuska, Švicarska, Njemačka, Austrija, Italija i Slovenija)
- Raetinska pruga na alpskom prijelazu Albuli/Bernini – zajednička baština Italije i Švicarske.
- Povijesno središte Rima, rimski posjedi svete stolice u Rimu i Bazilika Svetog Pavla izvan zidina – Vatikanska i talijanska zajednička baština.
- Stećci (2016.) – Zajednička baština Bosne i Hercegovine, Hrvatske, Srbije i Crne Gore
- Struveov luk (2005.) – Bjeloruska, estonska, finska, latvijska, litvanska, moldavska, norveška, švedska, ruska i ukrajinska zajednička baština.
- Waddenzee (2009.) – obalno područje koje dijele tri zemlje: Nizozemska, Njemačka i Danska.

## A

### Albanija(5)
- 1992. – Ruševine Butrinta
- 2005. – Grad muzej Gjirokastra
  - 2008. – Stari dio grada Berata, priključen Gjirokastri
- 2017. – Bukove prašume u Karpatima i drugim područjima Europe
- 2019. – Prirodna i kulturna baština Ohridskog područja (sa Sjevernom Makedonijom)

### Andora(1)
- 2004. – Vall del Madriu Perafita-Clavor

### Austrija(12)
1. 1996. – Stari dio Salzburga
2. 1996. – Dvorac Schönbrunn i njegov vrt
3. 1997. – Hallstatt i Dachstein u području Salzkammerguta
4. 1998. – Semmeringbahn, dio željezničke pruge preko Semmeringa
5. 1999. – Stari grad (Graz)
6. 2000. – Wachau, dolina u donjoj Austriji
7. 2001. – Stari dio Beča*
8. 2001. – Kultivirana pokrajina i Nacionalni park Neusiedler See (koji prelazi i u Mađarsku)
9. 2011. – Prapovijesna naselja gromila oko Alpa
10. 2017. – Bukove prašume u Karpatima i drugim područjima Europe
11. 2021. – Veliki lječilišni gradovi Europe (Baden bei Wien)
12. 2021. – Granice Rimskog Carstva – Dunavski limes (zapadni dio), s Njemačkom i Slovačkom

## B

### Belgija(13)
1. 1998. – Četiri ustave na kanalu Canal du Centre
2. 1998. – Veliki trg u Bruxellesu
3. 1998. – Nastambe Begina u Belgiji i Flandriji (Beginenhöfe)
4. 1999. – Srednjovjekovni zvonici nazvani Belfried, karakteristični za Flandriju i Valoniju
5. 2000. – Art nouveau objekti Victora Horte u Bruxellesu
6. 2000. – Rudnici kremena iz mlađeg kamenog doba kod Spiennes (Mons)
7. 2000. – Stari dio grada Brüggea
8. 2000. – Katedrala Notre-Dame u Tournaiju ili Liebfrauenkathedrale
9. 2005. – Plantin Moretu muzej tiskarstva u Antwerpenu
10. 2012. – Važni Valonski rudnici
11. 2013. – Palača Stoclet
12. 2016. – Arhitektonska djela Le Corbusiera, izniman doprinos modernom pokretu (S Argentinom, Švicarskom, Indijom, Japanom, Njemačkom i Francuskom)
13. 2017. – Bukove prašume u Karpatima i drugim područjima Europe
14. 2021. – Lječilišni grad Spa
15. 2021. – Kolonije dobrohotnosti, s Nizozemskom

### Bosna i Hercegovina(5)
1. 2005. – Stari most i stari dio grada Mostara
2. 2007. – Višegradski most Mehmed-paše Sokolovića u Višegradu
3. 2016. – Stećci, srednjovjekovni nadgrobni spomenici (S Hrvatskom, Crnom Gorom i Srbijom)
4. 2021. – Prašuma Janj, dio internacionalne svjetske baštine Bukove prašume
5. 2024. – Špilja Vjetrenica

### Bjelorusija(4)
- 1992. – Nacionalni park Białowieża
- 2000. – Dvorac Mir
- 2005. – Nesviški dvorac obitelji Radziwiłł u Njasvižu
- 2005. – Struveov luk

### Bugarska(9)
1. 1979. – Bojanska crkva (Sofija)
2. 1979. – Reljef madarskog konjanika uklesan u stijenu kod Madare
3. 1979. – Kamene crkve u Ivanovu
4. 1979. – Tračka grobnica u Kazanlăku
5. 1983. – Stari dio grada Nessebar
6. 1983. – Rezervat biosfere Srebarna
7. 1983. – Nacionalni park Pirin
8. 1983. – Samostan Rila
9. 1985. – Tračka grobnica u Sveštariju
10. 2017. – Bukove prašume u Karpatima i drugim područjima Europe

## C

### Crna Gora(4)
1. 1979. – Kotorski zaljev
2. 1980. – Nacionalni park Durmitor s Kanjonom Tare
3. 2016. – Stećci, srednjovjekovni nadgrobni spomenici (S Bosnom i Hercegovinom, Hrvatskom i Srbijom)
4. 2017. – Mletačke utvrde od 15. do 17. stoljeća: Stato da Terra i zapadni Stato da Mar (S Italijom i Hrvatskom)

### Češka(17)
1. 1992. – Stari dio Praga
2. 1992. – Stari dio Češkog Krumlova
3. 1992. – Stari dio Telča
4. 1994. – Hodočasnička crkva sv. Ivana Nepomuka u Zelenoj Hori
5. 1995. – Stari dio Kutne Hore
6. 1996. – Kultivirani krajolik Lednice-Valtice
7. 1998. – Povijesno selo Holašovice
8. 1998. – Dvorac Kroměříž s parkom
9. 1999. – Dvorac Litomyšl
10. 2000. – Stup Svetog Trojstva u Olomoucu
11. 2001. – Vila Tugendhat arhitekta Mies van der Roha u Brnu
12. 2003. – Bazilika i Židovska četvrt u Třebíču
13. 2019. – Krajolik za uzgoj i osposobljavanje konja za svečane kočije u Kladruby nad Labem
14. 2019. – Rudarsko područje Rudne gore (S Njemačkom)
15. 2021. – Veliki lječilišni gradovi Europe (Frantiskovy Lazne, Karlovy Vary i Mariánské Lázně)
16. 2021. – Bukove prašume u Karpatima i drugim područjima Europe
17. 2023. – Žatec i krajolik Saaz hmelja

## D

### Danska(11)
1. 1994. – Kamene rune, humci i crkva u Jellingu
2. 1995. – Katedrala u Roskildeu
3. 2000. – Dvorac Kronborg kod Helsingøra
4. 2014. – Vadensko more (s Nizozemskom i Danskom)
5. 2014. – Stevns Klint
6. 2015. – Christiansfeld, naselje Moravske Crkve
7. 2015. – Kraljevski lovački krajolik Sjevernog Zealanda
8. 2023. - Vikinške kružne utvrde

Za drugu dansku svjetsku baštinu vidjeti popis mjesta svjetske baštine u Americi

## E

### Estonija(3)
- 1997. – Stari dio grada Tallinna
- 2003. – Otok Kihnu
- 2005. – Struveov luk

## F

### Finska(7)
1. 1991. – Grad Rauma
2. 1991. – Utvrda Suomenlinna
3. 1994. – Drvena crkva u Petäjävesi
4. 1996. – Povijesna tvornica kartona u Verlau
5. 1999. – Groblje u Sammallahdenmäki s grobnicama iz brončanog doba
6. 2005. – Struveov luk
7. 2006. – Kvarken

### Francuska(46)
Za druga zaštićena mjesta Francuske vidi Popis mjesta svjetske baštine u Aziji i Oceaniji

## G

### Grčka(18)
1. 1986. – Apolonov hram kod Bassae
2. 1987. – Delfi
3. 1987. – Akropola u Ateni
4. 1988. – Planina Athos
5. 1988. – Samostani Meteora
6. 1988. – Ranokršćanski i bizantski spomenici u Solunu
7. 1988. – Antički grad Epidaur (Grčka)
8. 1988. – Srednjovjekovni dio grada Rodosa
9. 1988. – Olimpija – arheološko nalazište
10. 1989. – Mystras
11. 1990. – Otok Delos
12. 1990. – Samostani Daphni (kod Atene), Hosios Lukas (Delfi) i Nea Moni (otok Kios)
13. 1992. – Pythagoreion i Heraion na Samosu
14. 1996. – Iskopine kod Vergina
15. 1999. – Arheološka nalazišta grada Mikene i Tirinta
16. 1999. – Stari grad sa samostanom sv. Ivana i spilje apokalipse na otoku Patmosu
17. 2007. – Stari grad na otoku Krfu.
18. 2016. – Arheološki lokalitet Filipi

## H

### Hrvatska(10)
1. 1979. – Dubrovnik, stara gradska jezgra[2]
2. 1979. – Povijesni dio Splita s Dioklecijanovom palačom[2]
3. 1979. – Nacionalni park Plitvička jezera[2]
4. 1997. – Biskupska zgrada Eufrazijeve bazilike u starom dijelu Poreča[2]
5. 1997. – Stari dio Trogira[2]
6. 2000. – Katedrala sv. Jakova u Šibeniku[2]
7. 2008. – Starogradsko polje[2]
8. 2016. – Stećci, srednjovjekovni nadgrobni spomenici (S Bosnom i Hercegovinom, Crnom Gorom i Srbijom)
9. 2017. – Mletačke utvrde od 15. do 17. stoljeća: Stato da Terra i zapadni Stato da Mar (S Italijom i Crnom Gorom)
10. 2017. – Bukove prašume u Karpatima i drugim područjima Europe (Zajednička svjetska baština 13 europskih zemalja)

## I

### Irska(2)
- 1993. – Arheološka nalazišta Bend of the Boyne
- 1996. – Stjenoviti otok Skellig Michael

### Island(3)
- 2004. – Nationalni park Þingvellir
- 2008. – Otok Surtsey
- 2019. – Nacionalni park Vatnajökull

## K

### Kosovo(1)
- 2004. – Srednjovjekovni spomenici na Kosovu: Visoki Dečani, Manastir Pećka patrijarhija, Crkva Gospe Ljeviške i Manastir Gračanica

## L

### Latvija(3)
- 1997. – Stara Riga
- 2005. – Struveov luk
- 2023. - Stari grad Kuldīga

### Litva(5)
- 1994. – Stari dio grada Vilniusa
- 2000. – Kurski pješčani nasip
- 2004. – Arheološko nalazište Kernavė
- 2005. – Struveov luk
- 2023. - Modernistički Kaunas: Arhitektura optimizma, 1919.-1939.

### Luksemburg(1)
- 1994. – Stari dio grada Luxembourga

## M

### Mađarska(8)
1. 1987. – Obala Dunava, Budimski dvorac i Andraševa avenija u Budimpešti
2. 1987. – Povijesno selo Hollókő
3. 1995. – Krške špilje Aggteleka i Slovačkog krša u Aggteleku
4. 1996. – Benediktinska opatija Pannonhalma
5. 1999. – Nacionalni park Hortobágy
6. 2000. – Ranokršćanska grobnica u Pécsu
7. 2001. – Kultivirana pokrajina i Nacionalni park Fertő-Hanság (koji prelazi i u Austriju)
8. 2002. – Tokajski vinogradi

### Malta(3)
- 1980. – Grad Valletta
- 1980. – Megalitski malteški hramovi (Ġgantija, Ħaġar Qim, Mnajdra, Ta' Ħaġrat, Skorba, Tarxien, i dr.)
- 1980. – Podzemni kultni prostor Hipogeum u Hal Saflieni

### Moldavija(1)
- 2005. – Struveov luk

## N

### Nizozemska(10)
1. 1995. – Krajolik poldera Schokland
2. 1996. – Obrambena linija Amsterdama  prošireno na Nizozemske vodoobrambene linije (2021.)
3. 1997. – Vjetrenjače mlinovi kod Kinderdijka
4. 1998. – Jedine pumpe na parni pogon koje još i danas rade u Lemmeru u Friziji
5. 1999. – Polder Beemster
6. 2000. – Rietveld Schröderova kuća u Utrechtu
7. 2009. – Vadensko more (s Njemačkom i Danskom)
8. 2010. – Amsterdamski prsten kanala iz 17. stoljeća unutar Singelgrachta
9. 2014. – Tvornica Van Nelle
10. 2021. –  Kolonije dobrohotnosti, s Belgijom

Druga nizozemska mjesta pod zaštitom nalaze se na UNESCO-ovom Popisu mjesta Svjetske baštine u Americi.

### Norveška(8)
- 1979. – Negdašnja četvrt Hanze Bryggen u Bergenu
- 1979. – Urneška drvena crkva (Urnes stavkirke)
- 1980. – Stara građevinska jezgra rudarskog mjesta Røros
- 1985. – Crteži na kamenu Alta muzeja na otvorenom
- 2004. – Otočje Vega
- 2005. – Struveov luk
- 2005. – Zapadnonorveški fjordovi Geirangerfjord i Nærøyfjord
- 2015. – Industrijska baština Rjukan–Notoddena

## P

### Poljska(16)
1. 1978. – Povijesna jezgra Krakova (Krakovsko Staro mjesto)
2. 1978. – Rudnik soli Wieliczka
3. 1979. – Logor Auschwitz-Birkenau
4. 1980. – Povijesna jezgra Varšave
5. 1992. – Nacionalni park Białowieża
6. 1992. – Stari dio grada Zamośća
7. 1997. – Srednjovjekovni dio grada Toruna
8. 1997. – Tvrđava teutonskih vitezova u Malborku
9. 1999. – Samostan i brdo u Kalwaria Zebrzydowska
10. 2001. – Crkve mira u Jaworu i Swidnici
11. 2003. – Drvene crkve u južnoj Malopoljskoj
12. 2004. – Park Muzakowski (Muskauer Park), s Njemačkom
13. 2006. – Hala Ludowa u Wroclawu
14. 2013. – Drvene crkve poljskih i ukrajinskih Karpata
15. 2017. – Tarnowskie Góry, rudnik i njegov vodovodni sustav
16. 2021. – Bukove prašume u Karpatima i drugim područjima Europe

### Portugal(15)
1. 1983. – Središte grada Angra do Heroísmo na otoku Terceira, Azori
2. 1983. – Mosteiro dos Jerónimos i Torre de Belém u Lisabonu
3. 1983. – Samostan Batalha
4. 1983. – Samostan kristovog reda u Tomaru
5. 1988. – Povijesno središte Évore
6. 1989. – Samostan Alcobaça
7. 1995. – Kulturni krajolik Sintra (z.B. Palácio Nacional da Pena)
8. 1996. – Povijesno središte Porta
9. 1998. – Prapovijesni crteži na stijenama u dolini Côa
10. 1999. – Prašuma laurisilva na Madeiri
11. 2001. – Vinogorje doline rijeke Douro
12. 2001. – Povijesno središte Guimarãesa
13. 2004. – Vinogradi na otoku Pico
14. 2012. – Garnizonski pogranični grad Elvas i njegove utvrde
15. 2013. – Sveučilište Coimbra
16. 2019. – Svetište Bom Jesus do Monte u Bragi
17. 2019. – Kraljevska Mafra – palača, bazilika, konvikt, vrt Cerco i Tapada lovački park

## R

### Rumunjska(9)
1. 1991. – Rezervat biosfere Delta Dunava
2. 1993. – Transilvanijske utvrđene crkve: Biertan, Prejmer, Viscri, Dârjiu, Saschiz, Câlnic, Valea Viilor
3. 1993. – Manastir Horezu
4. 1993. – Moldovske oslikane crkve: (Voronet, Suceava, Humor (Rumunjska), Moldovita, Probota, Patrauti, Arbore)
5. 1999. – Dačanske utvrde u brdima Orăştie
6. 1999. – Drvene crkve Maramureşa
7. 1999. – Povijesno središte Sighişoara
8. 2017. – Bukove prašume u Karpatima i drugim područjima Europe
9. 2021. – Rudarski krajolik Roșia Montană

### Rusija(26)
Druga ruska mjesta pod zaštitom nalaze se na UNESCO-ovom Popisu mjesta Svjetske baštine u Aziji

## S

### San Marino(1)
- 2008. Povijesno središte San Marina i brdo Titano

### Sjeverna Makedonija(2)
- 1979. – Prirodna i kulturna baština Ohridskog područja (s Albanijom)

1. 2021. – Bukove prašume u Karpatima i drugim područjima Europe

### Slovačka(8)
1. 1993. – Selo Vlkolínec
2. 1993. – Gradovi Levoča i Spišské Podhradie s okolnim spomenicima (Dvorac Spiš, Spišská Kapitula i Žehra)
3. 1993. – Rudarski grad Banská Štiavnica
4. 1995. – Krške špilje Aggteleka i Slovačkog krša: Gombasecká jaskyňa, Jasovská jaskyňa, Domica i Ochtinská aragonitová jaskyňa
5. 2000. – Povijesno središte Bardejova
6. 2007. – Bukove prašume u Karpatima
7. 2008. – Drvene crkve u Slovačkom dijelu Karpata
8. 2021. – Granice Rimskog Carstva – Dunavski limes (zapadni dio), s Njemačkom i Austrijom

### Slovenija(4)
- 1986. – Škocjanske jame
- 2011. – Prapovijesne naseobine sojenica oko Alpa – s ostalih pet alpskih zemalja
- 2012. – Baština žive – Almadén i Idrija – sa Španjolskom
- 2017. – Bukove prašume u Karpatima i drugim područjima Europe
- 2021. – Arhitektonska djela Jože Plečnika u Ljubljani

### Srbija(4)
1. 1979. – Grad Stari Ras i manastir Sopoćani (vidi i: Petrova crkva)
2. 1986. – Manastir Studenica
3. 2007. – Galerijeva palača u Gamzigradu (Romuliana) kod Zaječara.
4. 2016. – Stećci, srednjovjekovni nadgrobni spomenici (S Bosnom i Hercegovinom, Crnom Gorom i Hrvatskom)

#### Srbija/Kosovo(1)
5. 2004. – Srednjovjekovni spomenici na Kosovu (Manastir Dečani, 2006. dodani i: Manastir Peć, Manastir Gračanica, Crkva Djevice iz Ljeviša) *  

## Š

### Španjolska(47)
Za druga zaštićena mjesta Španjolske vidi Popis mjesta svjetske baštine u Africi

### Švedska(15)
1. 1991. – Kraljevska ljetna Palača Drottningholm
2. 1993. – Vikinška naselja Birka i Hovgården
3. 1993. – Povijesna talionica željeza u Engelsbergu
4. 1994. – Petroglifi u Tanumu
5. 1994. – Skogskyrkogården (groblje kod Stockholma)
6. 1995. – Grad Visby na otoku Gotland
7. 1996. – Područje crkve Gammelstad u Luleåi
8. 1996. – Lappland – Arktičko kultivirano područje u Laponiji
9. 1998. – Luka Karlskrona
10. 2000. – Höga kusten, područje uzdizanja kopna u Botničkom zaljevu i otočje Kvarken (Finska)
11. 2000. – Poljoprivredni krajolik Stora Alvaret na otoku Ölandu
12. 2001. – Povijesno rudarsko područje "Veliko brdo bakra" u Falunu
13. 2004. – Dugovalni odašiljač Grimeton (SAQ) kod Varberga
14. 2005. – Struveov luk
15. 2012. – Urešene Hälsinglandske farme

### Švicarska(13)
1. 1983. – Kneževska opatija St. Gallen, zadužbeno područje sa zadužbenom knjižnicom i zadužbenom crkvom
2. 1983. – Benediktinski samostan St. Johann u Müstairu
3. 1983. – Stari dio Berna
4. 2000. – Tri dvorca, obrambene zidine i gradska jezgra Bellinzone
5. 2002. – Jungfrau-Aletsch-Bietschhorn između Wengena i Fiescha
6. 2003. – Monte San Giorgio
7. 2007. – Terasasti vinogradi Lavauxa
8. 2008. – Albulabahn i Berninbahn, dijelovi Rhätischen Bahn (Berninabahn s Italijom)
9. 2008. – Geotop Tektonikarena Sardona
10. 2009. – Urarski urbanizam gradova La Chaux-de-Fonds i Le Locle
11. 2011. – Prapovijesne naseobine sojenica oko Alpa, s ostalih pet alpskih zemalja
12. 2016. – Arhitektonska djela Le Corbusiera, izniman doprinos modernom pokretu (S Argentinom, Belgijom, Indijom, Japanom, Njemačkom i Francuskom)
13. 2021. – Bukove prašume u Karpatima i drugim područjima Europe

## T

### Turska(18)
Druga turska mjesta pod zaštitom nalaze se na UNESCO-ovom popisu mjesta svjetske baštine u Aziji.

## U

### Ujedinjeno Kraljevstvo(33)
Druga mjesta Ujedinjenog kraljevstva pod zaštitom nalaze se na UNESCOvom popisu mjesta svjetske baštine u Americi i popisu mjesta svjetske baštine u Aziji i Oceaniji.

### Ukrajina(7)
1. 1990. – Kijevska Sofijina katedrala i Kijevski spiljski manastir Lavra Pečerskaja u Kijevu
2. 1998. – Stari dio grada Lavova
3. 2005. – Struveov luk
4. 2007. – Bukove prašume u Karpatima i drugim područjima Europe
5. 2011. – Rezidencija Bukovskih i Dalmatinskih mitropola
6. 2013. – Drevni grad Taurski Hersones i njegova chora (seoska okolica)
7. 2013. – Drvene crkve poljskih i ukrajinskih Karpata

## V

### Vatikan(1)
- 1984. – Vatikan